# Izabela Łapińska
Izabela Łapińska, z domu Głogowska (ur. 6 stycznia 1972 w Łodzi) – polska artystka fotograf i filmoznawca, profesor sztuki. W sztuce dotyka zagadnienia ciała w kulturze. Obok twórczości fotograficznej zajmuje się pisaniem tekstów dotyczących fotografii i filmu, z naciskiem na tematy oscylujące wokół erotyki, brzydoty ciała, nadużyć i wykluczenia w sztuce.

## Życiorys
Absolwentka liceum plastycznego w Łodzi. W 1996 uzyskała licencjat na Wydziale Operatorskim i Realizacji Telewizyjnej Państwowej Wyższej Szkoły Filmowej, Telewizyjnej i Teatralnej w Łodzi, w 2001 zaś ukończyła kulturoznawstwo, specjalność filmoznawstwo na Wydziale Filologicznym Uniwersytetu Łódzkiego z tytułem magistra. Doktorat (2008) i habilitację (2011) w dziedzinie sztuki filmowej w zakresie fotografii uzyskała w PWSFTViT w Łodzi. Od 2020 jest profesorem sztuki.
Od 2005 jest nauczycielem akademickim, obecnie związana z Wydziałem Organizacji Sztuki Filmowej PWSFTViT w Łodzi. W latach 2012–2020 była prodziekanem ds. kształcenia, a w latach 2020–2024 pełniła funkcję pełnomocnika dziekana ds. nauki i twórczości artystycznej.
Artystka jest członkinią łódzkiej grupy „zeroplus”. Dwukrotna stypendystka Stypendium Twórczego Ministra Kultury i Dziedzictwa Narodowego (2020 i 2023) – projekt fotograficzno-historyczny „Ślad pamięciowy” prezentujący sylwetki ludzi, którzy doświadczyli prześladowań (zesłanych na Sybir, do przymusowej pracy w III Rzeszy oraz więźniów politycznych okresu stalinowskiego).

### Życie prywatne
Jest bratanicą Karola Głogowskiego, adwokata, działacza opozycji w PRL. Jej zięciem jest dziennikarz i podróżnik Tomasz Grzywaczewski.

## Dorobek artystyczny

### Fotografia
W 1996 została zaproszona do Paryża przez francuskiego fotografa Jeanloup Sieffa, z którym pozostawała w kontakcie do jego śmierci. Jego osoba wywarła znaczny wpływ na przebieg kariery artystycznej Izabeli Łapińskiej.
Jest autorką prezentowanych w galeriach i muzeach projektów fotograficznych m.in.: Detale kobiecego ciała, Sensuality, Filmowy defekt samotności, Naga twarz, Idąc miastem, Obraz kliniczny, Merystem, Biopsja, Autopsja, Ślad pamięciowy. 
Wystawy realizowała m.in. w: Ancien Cinema (Luksemburg), Centre Culturel de Recontre Abbaye de Neumünster (Luksemburg), Das Kreismuseum Bogenberg (Niemcy), Galerii Sztuki Wozownia w Toruniu, Mazowieckim Centrum Kultury i Sztuki – Galerii XX1 w Warszawie, Galerii Imaginarium w Łodzi, Muzeum Kinematografii w Łodzi, Muzeum Narodowym w Gdańsku (wystawa „Design a Sztuka”), Galerii FF (Forum Fotografii), Muzeum Kresów w Lubaczowie, Galerie de l’hotel des Arts w Saverdun (Francja).

### Publikacje
Autorka artykułów naukowych oraz rozważań o sztuce i człowieku, m.in.:
- Obcy/Inny obiekt cielesny w fotografii („Media Kultura Społeczeństwo” 2012–2013, nr 7–8[22]),
- Fotografia w społeczeństwie. Społeczeństwo w fotografii („Kultura i wychowanie” 2015, T. 9[23]),
- Tolerancja wobec nagiej cielesnej brzydoty. Brzydota w fotografii jako prowokacja artystyczna i intelektualna (w monografii Dyskursy i przestrzenie (nie)tolerancji[1]),
- Polskie nagie ciało w fotografii czasu komunizmu (w monografii Zmysłowy komunizm. Somatyczne doświadczenie epoki[1]),
- Creative Act of Expropriation (w monografii Art, ethics, provocation[1]).
- Skóra (wyd. PWSTTviF w Łodzi, monografia fotograficzna, limitowana, sygnowana i nagradzana[24])

W dorobku posiada liczne publikacje fotografii, m.in. w czasopismach: belgijskim „Objectif”, francuskim „PHOTO”, „Camera Obscura”, „Format”, „Pozytyw”, „Akademia”.
W latach 2001–2011 współpracowała z łódzkim wydawnictwem „Tygiel Kultury”.

## Nagrody
Jej fotografie były nagradzane podczas konkursów na całym świecie. 
- Budapest International Foto Awards
  - Srebrna Nagroda w kategorii Nature (2019)[28],
  - Srebrna Nagroda w kategorii Book (2023)[29],
  - Brązowa Nagroda w kategorii Nature (2023)[29]
- Julia Margaret Cameron Award – The WorldWide Photography Gala Awards
  - 1. miejsce w kategorii single Architecture & interiors (19. edycja)[30]
  - 1. miejsce w kategorii single Landscapes & Seascapes (19. edycja)[31],
  - 3. miejsce w kategorii Portrait (16. edycja)[32],
- Srebrna Nagroda w konkursie TIFA Tokyo International Foto Awards w kategorii Book Fine Art (2023)[33],
- Srebrna Nagroda w konkursie PX3 Prix De a Photographie Paris w kategorii Book (2023)[34],
- Srebrna Nagroda w konkursie MIFA (Moscow International Foto Awards) w kategorii „Nature-Flower/ Professional” (2021)[35].
- Łódzkie Eureka 2023 w kategorii Sztuka za projekt i monografię „Skóra” (2024)[36].
- Finalistka w konkursie 15th Annual International Book Awards IBA Los Angeles USA, w kategorii Best Interior Design - za monografię Skóra (2024)[37].
- Srebrna Nagroda  w konkursie PX3 Prix De La Photographie Paris w kategorii Nature – Professional (2024)[38].

## Odznaczenia
- Odznaka honorowa „Zasłużony dla Kultury Polskiej” (2023)[39]